# Šikmá vzdálenost

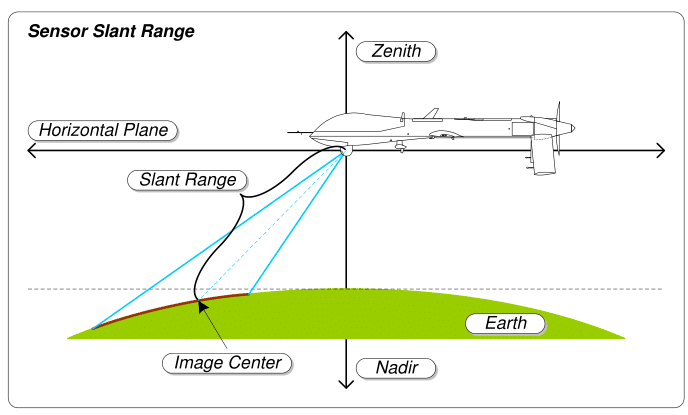
Snímač šikmé vzdálenosti

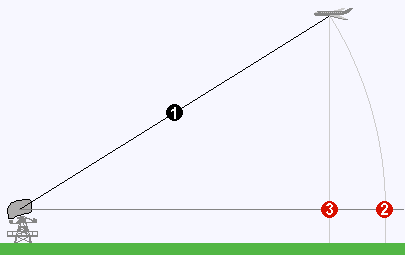
Snímač šikmé vzdálenosti (1)

Šikmá vzdálenost nebo šikmá dálka je v letecké rádiové navigaci a v radarové terminologii skutečná vzdálenost mezi dvěma body měřená v jejich relativním směru. Pouze pokud jsou oba body ve stejné výšce (vztažené k určitému geodetickému referečnímu systému), je šikmá vzdálenost rovna horizontální vzdálenosti.
Příkladem šikmé vzdálenosti je šikmá vzdálenost mezi anténou pozemního radaru k letadlu letícímu ve velké výšce. Šikmá vzdálenosti (1) je přepona trojúhelníka, jehož dalšími dvěma stranami je výška letadla a vzdálenost mezi radarovou anténou a místem na zemském povrchu, nad kterým se letadlo nachází (3). Pokud se nepočítá s výškou letadla, bude se vodorovná vzdálenost letadla jevit větší (2) než je ve skutečnosti.